# جورجیو سرنی
جورجیو سرنی (انگلیسی: Giorgio Sereni; ۳ سپتامبر ۱۹۳۵ – ۶ اکتبر ۲۰۱۰) بازیکن فوتبال اهل ایتالیا بود.
از باشگاه‌هایی که در آن بازی کرده‌است می‌توان به باشگاه فوتبال پادوا، باشگاه فوتبال رجانا، و باشگاه فوتبال پالرمو اشاره کرد.